# Oh Baby (пісня Літтла Волтера)
«(I Love You So) Oh Baby» — пісня американського блюзового музиканта Літтла Волтера і його гурту His Jukes, випущена синглом у 1954 році на лейблі Checker (дочірньому Chess). У 1954 році пісня посіла 8-е місце в хіт-параді R&B Singles журналу «Billboard».

## Оригінальна версія
Пісня була написана Волтером Джейкобсом (Літтлом Волтером) і Віллі Діксоном. Запис відбувся 22 лютого 1954 року в Чикаго, Іллінойс, в якому взяли участь Літтл Волтер (вокал, губна гармоніка), Роберт Локвуд-молодший і Дейв Маєрс (обидва — гітара), Віллі Діксон (контрабас) і Фред Белоу (ударні). Пісня вийшла у квітні 1954 року на лейблі Checker (дочірньому Chess) на синглі з «Rocker» (інстр.) на стороні «А». «Oh Baby» стала хітом і 1954 року пісня посіла 8-е місце в хіт-параді R&B Singles журналу «Billboard».
У 1969 році запис був включений до збірки Hate to See You Go, випущеній на Chess.

## Інші версії
Пісню перезаписали інші виконавці, зокрема Лайтнін Слім для High and Low Down (1971), Джиммі Роджерс і Лефт-Генд Френк (1979), Джеймс Коттон для Live at Antone's Nightclub (1988), Кім Вілсон (1997), Дейв Маєрс (1997) та ін.